# سنبل ختایی وحشی
سنبل ختایی وحشی (نام علمی: Angelica sylvestris) نام یک گونه از سرده سنبل ختایی است.